# K-Tino
K-Tino (sinh ngày 12 tháng 10 năm 1966 với tên Cathérine Edoa Ngoa) là một ca sĩ người Cameroon nổi tiếng ở quê nhà với âm nhạc bikutsi tràn đầy năng lượng của mình.
Nhạc Bikutsi được đặc trưng bởi một nhịp up-tempo 6/8, khiêu vũ với rung động mạnh mẽ của vai và/hoặc khung xương chậu. Trong hơn mười năm nay, K-Tino (trong các album trước đó là Catino) là một trong những người biểu diễn chính bikutsi. Lời bài hát của bà ấy khá rõ ràng, mặc dù bản thân bà ấy phủ nhận rằng bà ấy thô tục, nói rằng "Tôi không thô tục, tôi không tạo ra những cảnh tượng thô tục. Nếu tôi thô tục, thì là do ngôn ngữ Ewondo thô tục." Mấu chốt của bikutsi là sự tinh tế của nội dung tình dục, được ẩn giấu bằng cách thay đổi những từ không thô tục rất nhẹ trong ngôn ngữ Ewondo. Giới truyền thông gọi K-Tino là "lady du peuple", "mama bonheur" và "mama la joie". K-Tino bắt đầu hát ở Chacal và Escalier Bar, sau đó gia nhập ban nhạc Les Zombies de la Capitale.
Đầu năm 2014, K-tino tuyên bố rằng bà đã ngừng hoạt động âm nhạc tục tĩu và giờ đã trao cuộc sống của mình cho thượng đế. Bà đang bắt đầu tại một nhà thờ tên là Celestial City ở thủ đô Gabon.
Con gái của K-Tino, K-Wash, cũng là một nghệ sĩ biểu diễn bikutsi.